# 马尔蒂亚戈
马尔蒂亚戈，是西班牙卡斯蒂利亚-莱昂萨拉曼卡省的一个市镇。 总面积47平方公里，总人口369人（2001年），人口密度8人/平方公里。